# Tony Bacon
Pour les articles homonymes, voir Bacon.
 (septembre 2017).
Si vous disposez d'ouvrages ou d'articles de référence ou si vous connaissez des sites web de qualité traitant du thème abordé ici, merci de compléter l'article en donnant les références utiles à sa vérifiabilité et en les liant à la section « Notes et références ».
Tony Bacon est un auteur britannique né en 1954, spécialisé dans les ouvrages sur la guitare, dont certains ont acquis une notoriété internationale[réf. nécessaire].
Citons[style à revoir] The Ultimate Guitar Book, ou The Guitar Collection, ainsi que de nombreux livres sur les modèles Fender, Gibson, etc., ainsi que sur les guitares basses.
Ses ouvrages sont traduits dans plusieurs langues et font l'objet d'articles[Lesquels ?] de fond dans la presse spécialisée internationale.

## Livres
" Guitares électriques : La légende stratocaster ", Art et Images, Paris, 2012